# Spoorbrug over het Ourthekanaal
De spoorbrug over het Ourthekanaal is een spoorbrug over het Ourthekanaal in Luik, in België. De brug maakt deel uit van Spoorlijn 37, vlak voordat deze afsplitst van de HSL 3.